# Daylight Fading
"Daylight Fading" é uma canção escrita por Adam Duritz, Charlie Gillingham e Dan Vickrey, gravada pela banda Counting Crows.
É o segundo single do segundo álbum de estúdio lançado em 1996, Recovering the Satellites.

## Paradas
| Ano  | Parada                     | Posição |
| ---- | -------------------------- | ------- |
| 1997 | Hot Adult Top 40 Tracks    | 20      |
| 1997 | Hot Mainstream Rock Tracks | 24      |
| 1997 | Alternative Songs          | 26      |
| 1997 | Mainstream Top 40          | 26      |